# Adverb
För satsdelen, se adverbial.
Adverb (latin adverbium, av ad ”till” och verbum ”ord”, alltså ”biord”) är enligt traditionell grammatik en ordklass. Adverben är i traditionella analyser bestämningar av olika slag, oftast till verb (”Han springer fort”) men även till adjektiv (”Huset är väldigt stort”), andra adverb (”Brott lönar sig alltför ofta”) och satser (”Hon lyckades uppenbarligen”). I exemplen är de av adverb bestämda språkelementen följande: verbet springer, adjektivet stort, adverbet ofta och hela satsen Hon lyckades. Adverb är stundom även attribut till substantiv och pronomina i nominalfraser: ”Priserna här är lägre än hemma.” ”Hälsa dem därhemma.” ”Priserna” är ett substantiv, och ”dem” ett pronomen.
Adverbens ställning som ordklass ifrågasätts i modern grammatisk forskning på grund av adverbens oenhetlighet. Ordklassen adverb är svår att upprätthålla i grammatisk analys eftersom adverb knappast kan avgränsas med något av de vanliga kriterierna på en ordklass. Trots de grammatikteoretiska svårigheterna används ordklassen ”adverb” ofta i modern språkvetenskap.

## Avgränsning

### Avgränsning av ordklasser
Ordklasser avgränsas med hjälp av tre kriterier:
- likartad böjning,
- likartad funktion i fraser och satser, eller
- likartad betydelse.[8][7]

Kriterierna är alltså morfologiska (böjning), syntaktiska (funktion) eller semantiska (betydelse).
Exempel på likartad böjning: Svenska adjektiv komparationsböjs med ändelserna ‑are och ‑ast (fet, fetare, fetast); engelska substantiv har oftast en pluralisform på ‑s (house–houses).
Exempel på likartad syntaktisk funktion: Ett ord som kan bytas ut mot X i meningen ”En sak existerade X en sak” är en svensk preposition: ”En sak existerade under en sak”, ”En sak existerade efter en sak”, och så vidare. Kriteriet ”syntaktisk funktion” är viktigt för att analysera ord som saknar böjning.
Exempel på likartad betydelse: ”adjektiv” betecknar egenskaper; ”substantiv” betecknar ting. I modern analys undviker forskare helst detta icke-strukturella kriterium.

### Problem med avgränsning av ”adverb”
”Adverb” kan knappast avgränsas med de tre vedertagna kriterierna ovan. Böjning saknas hos de flesta adverb. Det närmaste man kan komma en betydelsebaserad definition är att adverb betecknar ”omständigheter”. En funktionsbaserad strukturell definition av adverb skulle vara att de bestämmer icke‑substantiviska språkelement: verb och verbfraser, adjektiv, andra adverb, satser och meningar. Försöket till strukturell definition är en definition genom uteslutning (adverb bestämmer allt utom substantiv), alltså en negativ definition; detta skulle kunna visa på adverbbegreppets osäkra teoretiska grundval. Visserligen kan ord som klassas som adverb vara efterställt attribut till substantiv och pronomina i nominalfraser, men handböcker signalerar med ord som ”ibland” och ”också” att sådan användning sker undantagsvis. Svenska Akademiens grammatik säger, att ”[a]dverben är en disparat ordklass inte bara semantiskt utan också syntaktiskt. Detta sammanhänger med att adverbialen är närmast negativt definierade, som den restgrupp av funktioner som blir över när de tydligare nominala, attributiva och verbala funktionerna har definierats.”
Försök att definiera adverb bygger ofta på adverbens funktion i satsdelen adverbial. Svenska Akademiens grammatik anger att ”[a]vgränsningen av adverben som ordklass […] främst [bygger] på kriteriet att de fungerar som huvudord i fraser vilkas typiska funktion är att vara adverbial. Adverbet utgör oftast adverbfrasens enda ord men kan också vara utbyggt med bestämningar”. Försök görs på 2000‑talet att nå fram till en vetenskapligt hållbar definition av adverb, som bygger på deras funktion i satsdelen adverbial.
På grundval av en jämförelse av ett antal obesläktade språk menar Petra Hallonsten Halling att det finns fog för att adverb utgör en ”cross-linguistically prototypical part of speech […] no less basic than adjectives”.
Trots att kategorin ”adverb” används i modern grammatik och forskning, uttalar sig ledande översiktsverk och enskilda språkvetare skeptiskt om adverben som ordklass:
| ”                                                                                     | Adverb är den mest problematiska av de större ordklasserna, eftersom de är extremt heterogena i alla språk, och till skillnad från substantiv, verb och adjektiv kan ingen semantisk prototyp fastställas för dem … Troligen skall begreppet ”adverb” inte tas särskilt allvarligt eftersom det finns mycket få egenskaper som olika slags adverb delar. | „ |
| – Martin Haspelmath, International Encyclopedia of the Social and Behavioral Sciences | |   |

| ”                                                       | Flera av de traditionella ordklasserna saknade den inre sammanhållning som fordras för en väldefinierad ordklass – i synnerhet adverben. Denna ordklass har kallats en soptunna i vilken grammatikforskare lade alla ord vilkas grammatiska status var oklar. | „ |
| – David Crystal, The Cambridge Encyclopedia of Language | |   |

| ”                                           | Om någon skulle tycka att en sådan term är mer än lovligt vag, så är den iakttagelsen alldeles korrekt. Ordklassen adverb och satsdelen adverbial är en spretig historia | „ |
| – Lars-Gunnar Andersson, Göteborgsgrammatik | |   |

| ”              | Adverb, detta moras! | „ |
| – Jan Svensson |                      |   |

Att studera begreppet ”adverb” är för den språkstuderande lekmannen mindre en fråga om att nå insikt om tydligt definierade grammatiska fenomen, och mer en fråga om att bemästra de olika bruk av begreppet ”adverb” som funnits och finns i texter om grammatik och i läromedel.

## Egenskaper hos adverb
Adverben är alltså en heterogen samling ord som inte går att avgränsa entydigt mot andra ordklasser, särskilt inte gentemot adjektiv och pronomen.
De definitioner av adverb som finns i handböcker fastställer att adverben beskriver olika typer av omständigheter som fungerar som bestämningar till verb, adjektiv, andra adverb eller satser. Bestämningen kan lägga till en betydelse av modalitet (svarar på frågan: hur?), temporalitet (svarar på frågorna: när? hur ofta? hur länge?), lokalitet/destination (svarar på frågorna: var? respektive vart?) eller mått och grad (svarar på frågor som: i vilken utsträckning, grad?). 
En avgörande skillnad jämfört med svenska adjektiv är att svenska adverb aldrig kongruensböjs efter sitt huvudord. Däremot kan vissa svenska adverb kompareras, liksom adjektiven.
I satsen "Pelle gick nyligen till Lisa som ganska fort gömde sig" är nyligen det adverb som talar om när Pelle gick, fort är adverbet som säger hur Lisa gömde sig, och ganska är adverbet som graden av ”forthet” hos adverbet ”fort”.

## Underkategorier av adverb
Trots tveksamheterna kring det övergripande begreppet ”adverb” ligger det till grund för klassificering av grammatiskt betydelsefulla grupper av ord. Nedanstående redogörelse gäller standardsvenska och grundar sig på Svenska Akademiens språklära.
Adverb är av två slag: beskrivande och pronominella. De skiljer sig åt på avgörande punkter.

### Beskrivande adverb
De beskrivande adverben har en egen betydelse, till skillnad från de pronominella som får sin betydelse ur sammanhanget. Bland de beskrivande adverbens betydelsegrupper märks:
- sätt, medel: Hon kör fort.
- grad: Han blev rikligen belönad.
- distribution: Flyget går dagligen.
- talarens attityd: Det gör vi gärna.
- rum: Vi bor utomlands.

Av exemplen framgår att beskrivande adverb har inneboende betydelser som är lika stark som hos substantiv, adjektiv och verb. En annan egenskap som närmar vissa (men inte alla) beskrivande adverb till de öppna ordklasserna är att de kan kompareras och alltså inte är oböjliga: fort, fortare, fortast.

### Pronominella adverb
De pronominella adverben får mycket av sin betydelse ur sammanhanget. De kan delas in på två sätt:
- dels i grupper efter de omständigheter de betecknar: tid, sätt, rum, grad, logisk relation, medel och omfattning;
- dels efter betydelse: bestämda, frågande, kvantitativa och relationella.[14]

Dessa två indelningsgrunder kan åskådliggöras i en tvådimensionell tabell. I tabellen medtas endast ett exempel i varje ruta. Vore tabellen fullständig innehölle de flesta rutor flera ord; till exempel finns i gruppen Bestämda, Tid icke blott nu utan även nyss, strax med flera.
|                 | Bestämda                                                  | Frågande  | Kvantitativa  | Relationella |
| --------------- | --------------------------------------------------------- | --------- | ------------- | ------------ |
| Tid             | nu                                                        | när?      | alltid        | igen         |
| Tid             | relativa: Jag gick när han kom.                           | när?      | alltid        | igen         |
| Sätt            | Gör så!                                                   | hur?      | hur som helst | annorlunda   |
| Rum             | här                                                       | var?      | överallt      | annanstans   |
| Rum             | relativa: huset där jag föddes                            | var?      | överallt      | annanstans   |
| Grad            | inte så stor                                              | hur stor? | mycket        | ju…desto     |
| Logisk relation | också                                                     | varför?   |               | dels…dels    |
| Logisk relation | relativa: Budgetförslaget föll, varför regeringen avgick. | varför?   |               | dels…dels    |
| Medel           | relativa: varmed                                          | varmed?   |               |              |
| Omfattning      |                                                           |           | inte          |              |

#### Relativa adverb
Bland de bestämda adverben finns, i grupperna tid, rum, logisk relation och medel ett slag av adverb som kallas relativa adverb. Relativa adverb inleder relativa bisatser. För att särskilja den relativa användningen av när och andra relativa adverb anförs i tabellen korta fraser eller meningar som exempel på relativa adverbs användning.

#### Gradadverb
Gruppen gradadverb inom pronominella adverb anger en förstärkning eller försvagning med avseende på graden. Bland förstärkningsord är gradadverben väldigt och mycket de vanligaste, vilka förstärker adjektiv eller adverb; exempelvis: ”Wikipedia är mycket bra”.

#### Förväxlingsrisk med ”pronominaladverb”
Termen pronominaladverb liknar ”pronominella adverb”, men har oftast en annan betydelse. Pronominaladverb motsvarar en preposition och ett pronomen. Ett exempel är därom, som motsvarar ”om det”; ”om” är en preposition och ”det” är ett pronomen. Pronominaladverb är i nutida standardsvenska skriftspråkliga, och därför mindre relevanta för en analys av det levande talspråkets grammatik.

## Ordbildning
Ordklassen adverb är i stort sett sluten (eller inte längre produktiv), vilket betyder att ordklassen mycket sällan utökas med nya ord, till skillnad mot exempelvis adjektiv och verb. En stor mängd adverb är en- eller tvåstaviga rotmorfem, till exempel inte, nyss, illa. Adverb kan också bildas genom avledning av andra ord, dels med prefixet o- som i "ogärna" eller med en ändelse, till exempel -en, -ligen och -vis, suffix som påminner om engelskans -ly, spanskans -mente, franskans -ment.
Ett tredje sätt att bilda adverb är sammansättning av självständiga ord. Andra ledet är då en preposition, som i dit‑åt, hem‑ifrån.
Enligt traditionell svensk grammatik har adverbial som bildas av ett adjektivs neutrumform (-t) tolkats som adverb. Enligt den här grammatiksynen är "långt" ett adjektiv i satsen "Jan Boklövs hopp var långt" (predikativ), men ett adverb i satsen "Jan Boklöv hoppade långt" (adverbial). I Svenska Akademiens grammatik behandlas "långt" som adjektiv oavsett om det används som adverbial eller predikativ.
Räknar man t‑formerna som adverb på det traditionella sättet, blir adverb en stor, öppen ordklass.

## Förväxlingsrisk medadverbial
Abverbial och adverb är skilda begrepp. Adverbial är en satsdel, som studeras inom syntax (meningsbyggnadslära). Adverb är en ordklass, som är ett grundläggande begrepp inom morfologin (böjningsläran).
Satsdelen adverbial kan innehålla ett adverb, men behöver inte göra det. Dessa två meningar innehåller var sitt adverbial:
- De flyttade till sommarstugan.
- De flyttade hit.

Adverbialet ”till sommarstugan” innehåller en preposition och ett substantiv, men inget adverb. ”Hit” är som satsdel betraktat ett adverbial, och detta adverbial består av ett ord som traditionellt kallas ett adverb.